# Aye Nyein Jue
Aye Nyein Thu (Burmese, c. 1995), también conocida como A Nyein, es una médica birmana conocida por su trabajo voluntario brindando atención médica a personas desplazadas internamente en el estado Chin, Birmania. Por su labor, fue reconocida como una de las 100 mujeres de 2022 de la BBC.

## Trayectoria
Aye Nyein Thu se graduó como médico en 2020. En febrero de 2021, durante el golpe de Estado en Birmania que provocó el derrocamiento de la Liga Nacional para la Democracia, elegida democráticamente, por el ejército birmano, el Tatmadaw, Aye Nyein Thu, junto con otros profesionales médicos, brindó atención médica a civiles y manifestantes heridos en Mandalay.
Más tarde ese año, Aye Nyein Thu viajó al municipio de Mindat, cuando la ciudad y sus alrededores solo tenían dos médicos en ejercicio. Instaló un hospital provisional con un quirófano para proporcionar atención médica a los residentes de Mindat y a los aldeanos cercanos, así como a los campamentos de desplazados internos. El hospital también ofrecía trabajo de extensión a comunidades aisladas y a quienes no podían permitirse viajar a Mindat para recibir atención médica.
En septiembre de 2021, la junta militar acusó a Aye Nyein Thu de "incitar a la violencia" y apoyar a la Fuerza de Defensa del Pueblo, un grupo militante antijunta. Tres voluntarios fueron arrestados tras intentar entregar suministros médicos a Aye Nyein Thu;  informó que los militares confiscaron una máquina de rayos X, una máquina de anestesia, un oxímetro y medicamentos, mientras que la junta alegó que le habían entregado armas, municiones y dinero, que tenía la intención de entregar a la Fuerza de Defensa de Chinland, un grupo insurgente local. La junta  acusó a Aye Nyein Thu de trabajar para Zaw Wai Soe, el ministro de salud del Gobierno de Unidad Nacional de Birmania, el gobierno birmano en el exilio, y ha pedido a los residentes de Mindat que la arresten. Aye Nyein Thu también ha sido acusada por los militares de hacer un mal uso de las donaciones dadas a su hospital al dárselas a grupos antimilitaristas. Aye Nyein Thu lo negó y afirmó que cualquier posible irregularidad financiera era resultado de su falta de habilidades administrativas.
En diciembre de 2021, el hospital de Aye Nyein Thu en Mindat fue allanado y dañado por el ejército birmano, lo que obligó a cerrar durante varios meses mientras se sometía a una reestructuración. El hospital reabrió sus puertas en 2022.

## Reconocimientos
En 2022, Aye Nyein Thu fue nombrada una de las 100 mujeres de ese año por la BBC por su labor de prestación de atención médica a las personas desplazadas internamente en Myanmar.